# Třída F (1915)
Třída F byla třída pobřežních diesel-elektrických ponorek britského královského námořnictva. Celkem byly postaveny tři jednotky této třídy. Do služby byly zařazeny v letech 1915–1917.V letech 1920–1922 byly prodány do šrotu.

## Stavba
Celkem byly postaveny tři ponorky této třídy. Prototypová ponorka byla objednána v programu na roky 1913–1914 a její sesterské ponorky v programu pro roky 1914–1915. Postavily je britské loděnice Chatham Dockyard v Chathamu, J. Samuel White v Cowesu a John I. Thornycroft & Company ve Woolstonu v Southamptonu. Do služby byly přijaty v letech 1915–1917. Stavba ponorek F4–F6 byla zrušena po vypuknutí války.
Jednotky třídy F:
| Jméno | Loděnice         | Založení kýlu | Spuštěna         | Vstup do služby | Poznámky               |
| ----- | ---------------- | ------------- | ---------------- | --------------- | ---------------------- |
| F1    | Chatham Dockyard | 1913          | 31. března 1915  | srpen 1915      | Prodána do šrotu 1920. |
| F2    | J. Samuel White  | 1914          | 7. července 1917 | srpen 1917      | Prodána do šrotu 1922. |
| F3    | Thornycroft      | 1914          | 19. února 1916   | červenec 1916   | Prodána do šrotu 1920. |

## Konstrukce
Ponorky měly dvouplášťový trup. Byly vyzbrojeny třemi 457mm torpédomety se zásobou šesti torpéd. Dva torpédomety byly na přídi a jeden na zádi. Pohonný systém tvořily dva diesely o výkonu 900 hp a dva elektromotory o výkonu 400 hp, pohánějící dva lodní šrouby. První a třetí ponorka měla diesely Vickers, přičemž druhou poháněly licenční diesely MAN. Nejvyšší rychlost na hladině dosahovala čtrnáct uzlů a pod hladinou 8,75 uzlů. Dosah byl 3000 námořních mil při rychlosti 9,5 uzlů na hladině. Operační hloubka ponoru až 30 metrů.